# Bodó Viktor
Bodó Viktor (Budapest, 1978. július 4. –) Jászai Mari-díjas magyar színész, rendező, díszlettervező. A Szputnyik Hajózási Társaság vezetője. A sikeres formáció 2015 februárjában, gazdasági ellehetetlenülés miatt feloszlott.

## Életpályája
Már a főiskola előtt barátaival társulatot (ad hoc) szerveztek. A főiskola színész szakára 1997-ben vették fel, közben a Krétakör Színház produkcióban szerepelt. 2000-től a rendező szak hallgatója. Diplomamunkája a Vinnai Andrással közösen írt Motel volt. Az előadás helyszíne, a Budapesti Katona József Színház volt. Első szerződése is a Petőfi Sándor utcai társulatához kötötte.
Vinnai állandó szerzőtársa. A Ledarálnakeltűntem című darabjuk 2005 óta telt házas, többszörösen díjazott produkció. A darabot -a "Katona" mellett- 2010-ig tizenhét európai város nézői is láthatták.
2008-ban megalapította a Szputnyik hajózási társaság "fedőnevű" alternatív formációt. Azóta idejének nagy részét ezzel a társulattal tölti. Ír, rendez, díszletet és jelmezt tervez, és nem utolsósorban menedzsel.
2006-ban rendezett először Grazban. Azóta szerződés köti a Schauspielhaus társulatához. A kontraktus évi egy rendezésre kötelezi.
Az óra, amikor semmit sem tudtunk egymásról meghívást kapott Európa egyik legrangosabb színházi fesztiváljára, a Theatertreffenre.
A 2010-ben a Liliom rendezésére vállalkozott. A darab nagy siker lett, és a magyarországi kritikák is szuperlatívuszokban írtak róla. Az ÉS 2010. április 23-i számában megjelent krtitika, záró bekezdésében ezt írta Koltai Tamás:

„Nem tett hozzá semmit a Liliomhoz Bodó Viktor, és nem vett el belőle semmit. Kibontotta mint csodás mesét. Nagy színpadon ilyen öntörvényű világot eddig csak a legnagyobbaktól láttam. Nem tudom, milyen a tíz legjobb német előadás közé a Theatertreffenre választott, ugyancsak grazi Bodó, de ez a Liliom fenomenális”

Két filmet (Citromfej, Jött egy busz) rendezőként jegyez.
2024-ban indította el "Budapesti Színészképző" néven színiiskoláját, amely a Jurányi Házban működik.

## Szerepeiből

### Színház
- Brecht: Baal (rendező: Schilling Árpád, 1998, Katona József Színház Kamra, Budapest)
- Lőrinczy Attila: Szerelem, vagy amit akartok (rendező: Schilling Árpád, 1999, Krétakör Színház; Zsámbéki Nyári Színház)
- Tasnádi István: Nexxt (rendező: Schilling Árpád, 2000, Krétakör Színház; Bárka Színház, Budapest)
- A nagy hűha (rendező: Magyar Éva, 2000, Sámán Színház; Bárka Színház, Budapest)
- Keresők (rendező: Vajdai Vilmos, 2007, TÁP Színház, Budapest)

### Film
- Kalózok (1999)
- Rosszfiúk (2000)
- Jadviga párnája (2000)
- Nexxt (2001)
- A hídember (2002)[8]
- Overnight (2007)
- Felkészülés meghatározatlan ideig tartó együttlétre (2020)

## Színházi rendezései
A Színházi adattárban regisztrált bemutatóinak száma: 46
- 2002 - Attack. Magma Társaság; Katona József Színház Kamra, Budapest
- 2003 - Vinnai András: Motel. Katona József Színház, Budapest
- 2004 - Füst Milán: Boldogtalanok. Tompa Miklós Társulat, Marosvásárhely
- 2004 - Bodó Viktor, Vinnai András, Czukor Balázs, Máthé Zsolt: Metro. Ódry Színpad
- 2004 - M, vagy mégsem. Móricz Zsigmond Színház, Nyíregyháza
- 2005 - Vinnai András: Ledarálnakeltűntem. Katona József Színház Kamra, Budapest
- 2005 - Franz Xaver Kroetz: Kunczné - kívánsághangverseny. Katona József Színház, Sufni, Budapest
- 2006 - Buno Manuel: Esztrád sokk. Móricz Zsigmond Színház, Nyíregyháza
- 2006 - TÁP Varieté. TÁP Színház, Budapest
- 2006 - Clübb bizárr örfeüm. TÁP Színház, Budapest; Süss Fel Nap, Budapest
- 2006 - Tarantino alapján: Tomik pizzicato. Szombathelyi Kamaraszínház; Kamara Savaria, Szombathely
- 2006 - A nagy Sganarelle és tsa. Katona József Színház, Budapest
- 2007 - Vinnai András: Pizzicato. Deutsches Theater, Berlin
- 2007 - Vinnai András: Fotel. Móricz Zsigmond Színház, Nyíregyháza
- 2008 - Sputnic Disco. Színház- és Filmművészeti Egyetem
- 2008 - Gogol alapján: Holt lelkek - Tokhal vonóval. Szputnyik Hajózási Társaság; MU Színház, Budapest
- 2008 - Shakespeare: Szentivánéji álom. Zsámbéki Színházi Bázis
- 2008 - Bérháztörténetek 0.1. Szputnyik Hajózási Társaság; MU Színház, Budapest
- 2009 - Peter Handke: Az óra, amikor semmit sem tudtunk egymásról. Szputnyik Hajózási Társaság; Schauspielhaus, Graz
- 2009 - Juhász Kristóf: ReHab (Reneszánsz Habitus). Szputnyik Hajózási Társaság
- 2009 - Tasnádi István: Tranzit. Szputnyik Műhely; Schauspiel Köln
- 2010 - Vinnai András: Kockavető. Szputnyik Hajózási Társaság
- 2010 - Molnár Ferenc: Liliom. Schauspielhaus Graz
- 2010 - Törmelékek, Szputnyik Hajózási Társaság (Társrendezők: Czukor Balázs, Dömötör András, Kárpáti István)
- 2010 - Bulgakov alapján: A Mester és Margarita. Szputnyik Hajózási Társaság; Schauspielhaus Graz
- 2011 - Csehov: Cseresznyéskert I. Szputnyik Hajózási Társaság
- 2011 - Vinnai András: A férfi a 2-es asztalnál. Szputnyik Hajózási Társaság; Bühnen der Stadt Köln
- 2012 - Anamnesis. Katona József Színház, Budapest; Szputnyik Hajózási Társaság
- 2012 - Kafka: Amerika. Szputnyik Hajózási Társaság; Schauspielhaus Graz
- 2013 - Jarry: König Ubu. Theater und Orchester Heidelberg; Szputnyik Hajózási Társaság
- 2013 - Social error - The last man in Budapest. Nemzeti Színház, Budapest; Szputnyik Hajózási Társaság; Schauspielhaus, Graz; Staatsheater, Mainz
- 2014 - Gogol: A revizor. Vígszínház, Budapest; Szputnyik Hajózási Társaság
- 2014 - Vinnai András: Motel. Schauspielhaus Graz
- 2015 - Brecht: Koldusopera. Vígszínház, Budapest
- 2015 - Kafka alapján Kárpáti Péter: Ich, das Ungeziefer. Deutsches Schauspielhaus, Hamburg
- 2016 - Csehov: Iwanow. Volkstheater, Bécs
- 2016 - Gogol: Egy őrült naplója. Thealter Fesztivál, Szeged; Jurányi Produkciós Közösségi Inkubátorház, Budapest
- 2016 - Gogol alapján: Pension zur Wandernden Nase. Deutsches Schauspielhaus, Hamburg
- 2017 - Kárpáti Péter: Klein Zaches – Operation Zinnober. Volkstheater, Bécs
- 2018 - Mózsik Imre: A Krakken művelet. Kultúrbrigád, Budapest; Átrium, Budapest
- 2018 - Werner Schwab: Die Präsidentinnen. Deutsches Schauspielhaus, Hamburg
- 2019 - Shakespeare Rómeó és Júlia című drámája, Závada Péter átirata és a társulat improvizációi alapján: Kertész utcai Shaxpeare-mosó. Örkény István Színház, Budapest
- 2020 - Kafka: Das Schloss. Deutsches Schauspielhaus, Hamburg
- 2020 - Luis Buñuel alapján: Der Würgeengel. Schauspiel Stuttgart
- 2021 - 33 álom. Örkény István Színház, Budapest
- 2021 - Esterházy Péter: 33 Variationen auf Haydns Schädel. Deutsches Schauspielhaus, Hamburg
- 2022 - Erich Kästner: Fabian oder Der Gang vor die Hunde. Schauspiel Stuttgart
- 2022 - Kafka: A kastély. Vígszínház, Budapest
- 2023 - A csoport. 6szín, Budapest
- 2023 - Shakespeare Szentivánéji álom című drámája, Závada Péter átirata és a társulat improvizációi alapján: Lidércek, Shaxpeare, Delírium. Örkény István Színház, Budapest
- 2024 - Shakespeare: A vihar. Tamási Áron Színház, Sepsiszentgyörgy[10]
- 2024 - Felicia Zeller: Die gläserne Stadt. (Gogol: A revizor alapján) Deutsches Schauspielhaus, Hamburg[11]
- 2024 - Az ember, aki elvesztette az időt. Vígszínház, Budapest[12]
- 2025 - Füst Milán: Boldogtalanok. Örkény István Színház, Budapest[13]

## Díjai
- Legjobb rendezés: Ledarálnakeltűntem (POSZT-2005); (MESS International Theatre Festival Szarajevó-2005[14]); (Kontakt Festival Torun-2006)
- A legjobb előadás: Ledarálnakeltűntem (Rijekai Stúdiószínházi Fesztivál 2007)
- Nestroy-díj: Alice csodaországban (A legjobb látvány és díszlet-2009)
- Jászai Mari-díj (2011)
- Hevesi Sándor-díj (2012)
- Színikritikusok Díja: A legjobb zenés / szórakoztató előadás (Koldusopera - 2015)
- Vígszínház-díj (2016)
- Europe Theatre Prize - Europe Prize Theatrical Realities (2016)